# Protréptico (obra de Clemente de Alejandría)

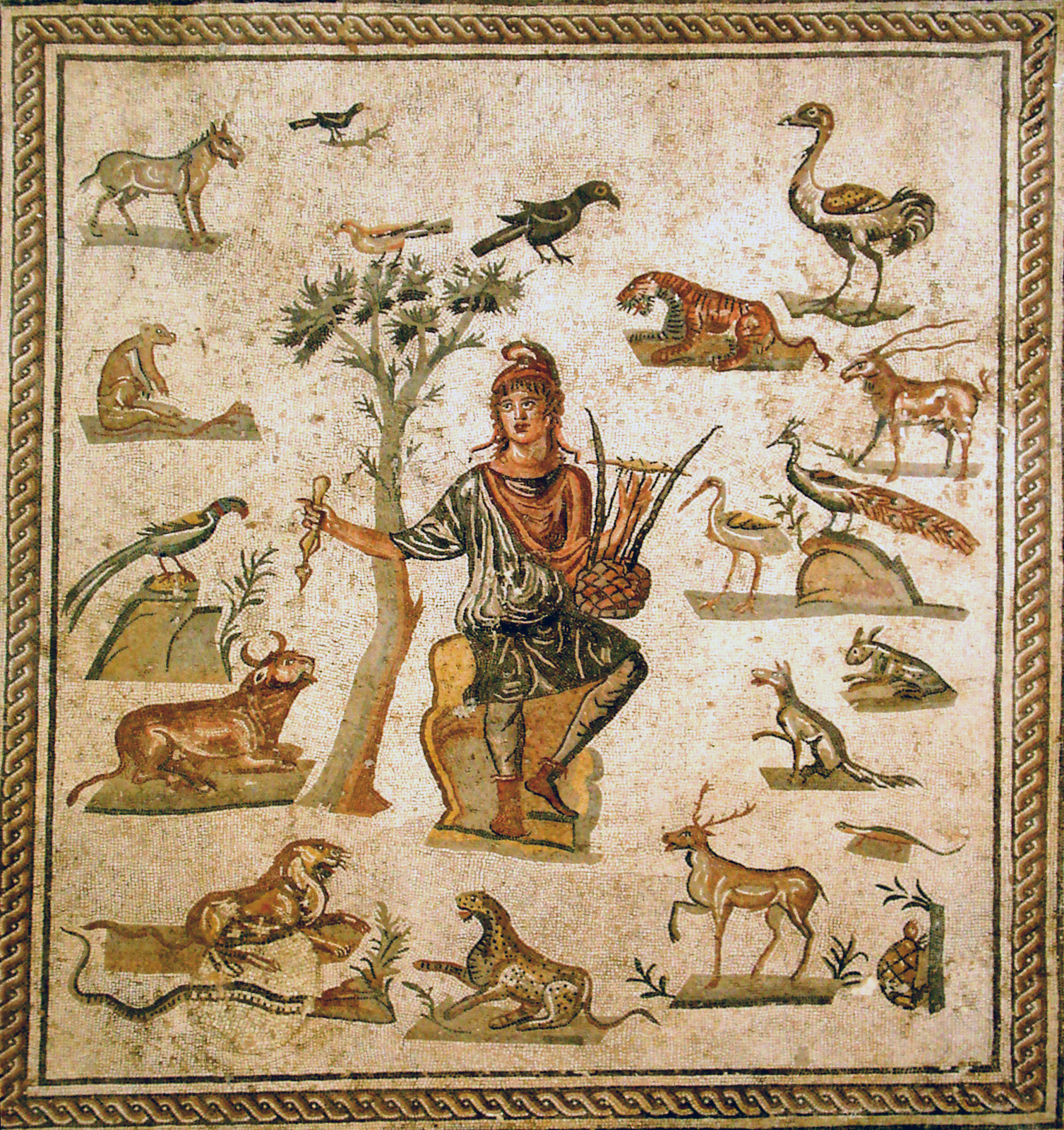
Los misterios órficos se utilizan como un ejemplo de los «falsos» cultos griegos del paganismo en el Protrepticus.

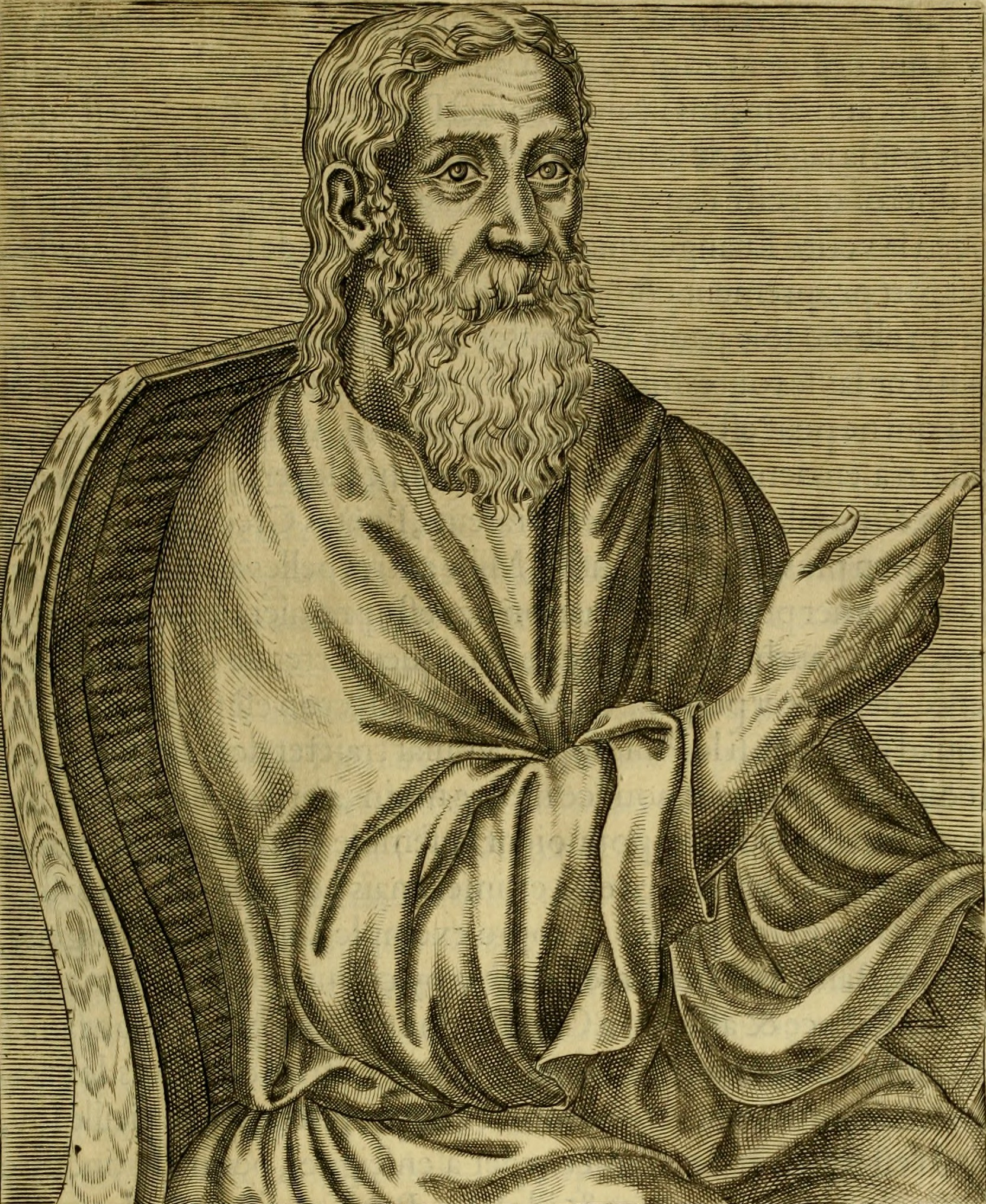
Imagen de Clemente de Alejandría

El Protrepticus (en greco: Προτρεπτικὸς πρὸς Ἕλληνας Protreptikòs pròs Héllēnas ‘Exhortación a los helenos’) o Protréptico es el primero de los tres trabajos supervivientes de Clemente de Alejandría, teólogo cristiano del siglo II, siendo el Pedagogo y Stromáta las obras siguientes, conformando así la trilogía.

## Descripción
El trabajo es, como el título sugiere, una exhortation a los paganos de Grecia para adoptar el cristianismo, y lo en él, lo que Clemente demuestra es su extenso conocimiento de teología y mitología paganas, comúnmente griegas. Es principalmente importante debido a Clemente la exposición de la religión como un fenómeno antropológico. Después de una corta discusión filosófica, Clemente abre con una historia de la religión griega en siete etapas. Clemente sugiere que al principio, los hombres creían errónemante en el Sol, la Luna y otros cuerpos celestiales como sus dioses. El desarrollo próximo era la adoración de los productos de la agricultura, en lo referente a los cultos de Deméter y Dioniso en cuanto a su surgimiento. Posteriormente el hombre reverencia a la venganza, y deifine los sentimientos humanos de amor y miedo, entre otros. En la etapa siguiente, los poetas Hesiodo y Homero intentaron enumerar a los dioses; en la Theogonía de Hesiodo da como resultado el número de doce dioses. Finalmente, los hombres proclamaron como dioses a otros hombres, como Asclepius y Heracles, hombres considerados deidades. Hablando de la idolatría, Clemente comenta que los objetos de la religión primitiva eran de madera y piedra sin trabajar, y los ídolos así surgieron cuando tales elementos naturales fueron cavados y gravados. Siguiendo a Platón, Clemente es un crítico de todas las formas de arte visual, sugiriendo que las obras de arte son puras ilusiones y "juguetes mortíferos". Una des sus críticas principales es en contra de los marcionitas y los gnósticos.
Clemente critica el paganismo griego en el Protrepticus con base en que sus deidades son falsos ejemplos morales y pobres, mientras que ataca a las religiones mistéricas por su oscurantismo y rituales triviales. En particular, los partidarios de Dioniso son ridiculizado por sus usos rituales de los juguetes de los niños. Sugiere muchas veces que las deidades paganas están basadas en humanos, pero en otros que son demonios misántropos, y cita varias fuentes clásicas en soporte de esta segunda hipótesis. Clemente, como muchos padres pre-nicénicos, escribe favorablemente sobre Evémero y otros filósofos racionalistas, en el sentido de que al menos vieron los defectos del paganismo. Aun así, su elogio más grande está reservado para Platón, cuyas visiones paralípticas de Dios prefiguraron el cristianismo antiguo.
La figura de Orfeo es prominente durante la narrativa, y Clemente contrasta su canto, representando la superstición pagana, en contraste con el Logos divino de Cristo. Según Clemente, sólo a través de la conversión al cristianismo es cuando el hombre puede participar plenamente en el Logos, el cual es la verdad universal .
Una de las características principales que domina en la obra de Clemente es la alegría y exaltación al cristianismo como novedad. además de que:

Desde el punto de vista exegético, su obra es muy interesante porque aúna diversas corrientes, herencia de un pasado muy rico: la exégesis judeo-palestinense, la pitagórica o estoica, la judeo-cristiana, que hereda la tipología neotestamentaria y el método alegórico de Filón (con un doble sentido, moral o físico).
Consolación Isart Hernández

## Contenido
La obra en realidad se divide en dos partes, la primera que va del primer capítulo I hasta VI, y desde éste hasta el final la segunda, aunque cabe mencionar que el primer capítulo en realidad es más introductorio y sirve de prólogo, mientras que el VI es el enlace con los apartados siguientes.
En síntesis la obra se puede resumir de la siguiente forma:
Capítulo I.
Los griegos habían creído en puras fábulas absurdas, sus mitos habían envejecido y eran obra de demonios. Se exhorta a un nuevo canto (para ello retoma algunos mitos griegos sobre los cantos poéticos) y este canto conduce a la bondad de Dios, ya que el Logos como instrumento de Dios:
- Sólo quiere que el hombre se salve.
- Se hizo hombre, para que el hombre llegue a ser dios.[5]

Capítulo II.
Comienza su ataque al paganismo. Los misterios paganos son rídiculos y muchos tienen su origen en crímenes; se burla de los dioses y de sus objetos sagrados, finalmente afirmando que no se trata de dioses sino de demonios. En todos estos pasajes esta lleno de citas y referencias a la cultura y mitos griegos.
Capítulo III.
Los dioses son demonios inhumanos que disfrutan de la muerte de los hombres. Concluye describiendo sus pasiones
Capítulo IV.
Condenación a las estatuas y lo ridículo que es orar a tales ídolos. Pone el ejemplo de Pigmalión, y refiere que las estatuas no deben engañar al hombre lógico.
Capítulo V.
Revisa a los primeros filósofos que, en su "ignorancia", divinizaron a los elementos.
Capítulo VI.
Menciona a los filósofos, mediante citas directas de sus discursos, que se acercaron a la verdad divina. Reconoce que el más veraz fue Platón y muestra su admiración por él, pero que esto fue debido a que sus maestros fueron los egipcios, tracios, asirios, babilonios y hebreos.
Capítulo VII.
Habla de los textos de los poetas que se acercaron a la verdad y denuncia los errores de la mitología pagana (griega).
Capítulo VIII.
A partir de aquí se exalta y exhorta a adoptar el cristianismo como religión. Los profetas son los únicos que hablan la verdad sobre Dios y llevan a la salvación.
Capítulo IX.
Por medio del Logos es el llamado de Dios, quien sólo desea la salvación del hombre, debido a su amor profundo.
Capítulo X.
Construido en kuklos (círculos). Debido a que es preciso envejecer para ser supersticioso, enlazando los primeros capítulos, se apela el uso de la razón por medio de la cual se llega al conocimiento de Dios.
Capítulo XI.
Gracias a la encarnación del Logos se ha convertido en la luz del mundo. Clemente no disimula que desea que todos lleguen a la salvación, pero hay que mostrarse dignos del reino.
Capítulo XII.
Se exhorta nuevamente a huir de la superstición y correr hacia Cristo. Exhorta a la sensatez y al seguimiento de Cristo, pues es la encarnación del Logos.